# Герб Алвайазере
Ге́рб Алвайа́зере — офіційний символ містечка Алвайазере, Португалія. Використовується як територіальний герб. У срібному щиті зелене дерево, оточене 12-ма зеленими листочками конюшини. Щит увінчує срібна мурована містечкова корона з чотирма вежами.  Під щитом біла стрічка, на якій великими літерами напис португальською: «vila de Alvaiázere» (містечко Алвайазере).  Офіційно затверджений 25 липня 1986 року.  

## Галерея

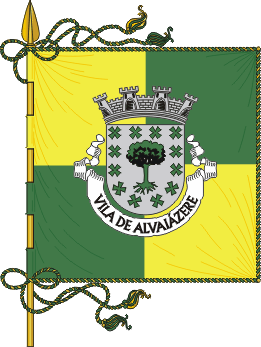
Прапор